# Zeta Horologii
Zeta Horologii (ζ Horologii, förkortat Zeta Hor, ζ Hor) som är stjärnans Bayerbeteckning, är en dubbelstjärna belägen i den västra delen av stjärnbilden Pendeluret. Den har en kombinerad skenbar magnitud på 5,20 och är synlig för blotta ögat där ljusföroreningar ej förekommer. Baserat på parallaxmätning inom Hipparcosuppdraget på ca 20,4 mas, beräknas den befinna sig på ett avstånd på ca 160 ljusår (ca 49 parsek) från solen.

## Egenskaper
Primärstjärnan Zeta Horologii A är en vit till gul stjärna i huvudserien av spektralklass F6 V. Den har en massa som är drygt 40 procent större än solens massa, en radie som är ca 3,1 gånger större än solens och utsänder från dess fotosfär ca 17 gånger mera energi än solen vid en effektiv temperatur på ca 6 700 K.
Zeta Horologii bestämdes till att vara ett dubbelsidig spektroskopisk dubbelstjärna av J.H. Moore redan 1911-12. De första observationerna publicerades av J. Sahade och C.A. Hernández 1964, som fann att den bestod av två stjärnor i huvudserien av spektralklass F2 V och F5 V. Paret kretsar kring varandra med en period av 12,9274 dygn med en excentricitet på 0,25. De visar ett överskott av infraröd strålning med en våglängd på 24 μm men inte med 70 μm, vilket ger en härledd temperatur på 260 K. Detta tyder på förekomst av en cirkulär stoftskiva på ett avstånd av mindre än 4,8 AE från stjärnorna.